# Pfarrhaus (Thaining)

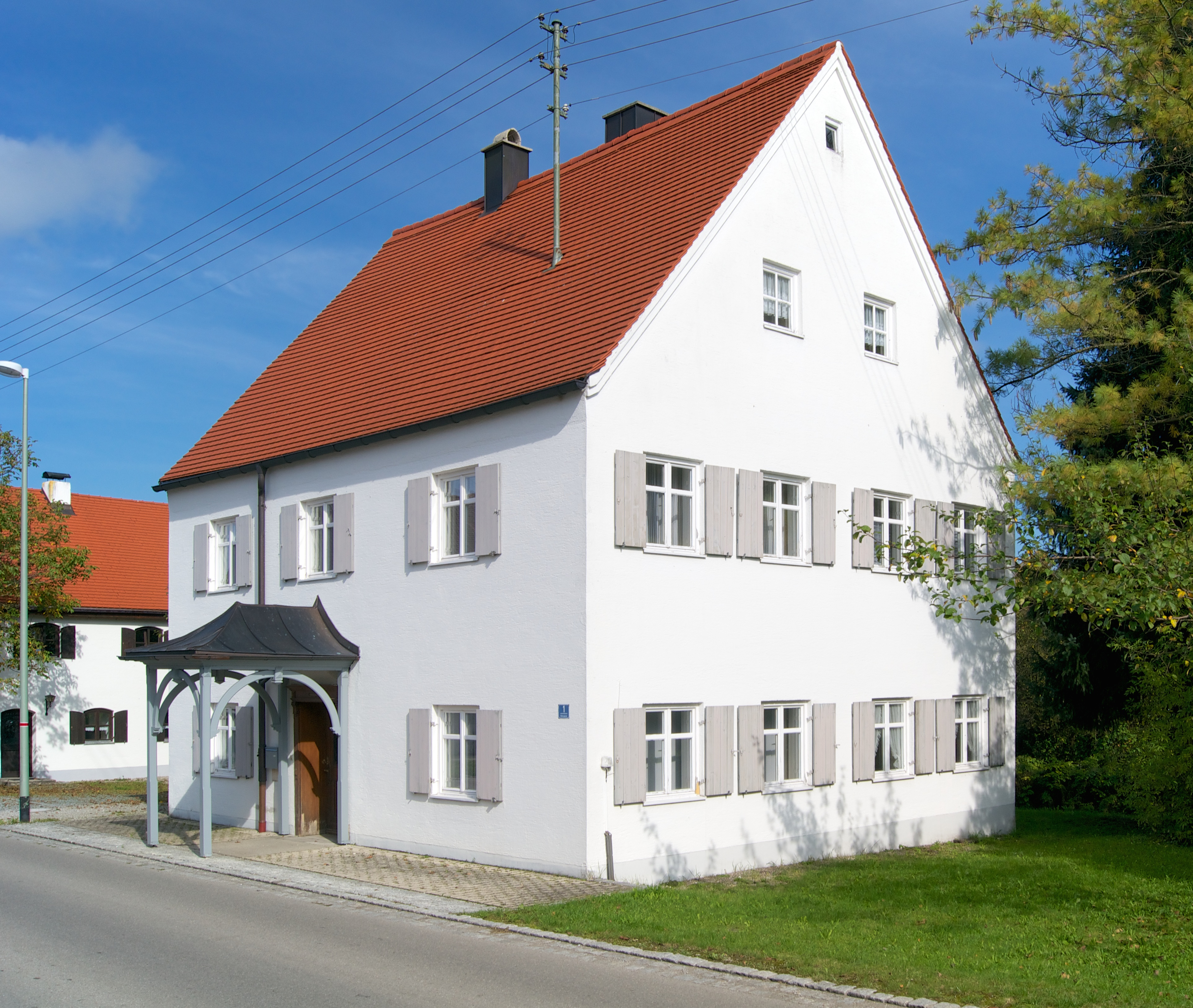
Pfarrhaus in Thaining

Das Pfarrhaus in Thaining, einer Gemeinde im oberbayerischen Landkreis Landsberg am Lech, wurde im Kern 1693 errichtet und 1899 umgebaut. Das Pfarrhaus an der Untergasse 1, gegenüber der katholischen Pfarrkirche St. Martin, ist ein geschütztes Baudenkmal.
Der zweigeschossige Satteldachbau mit schlichtem Ortganggesims besitzt vier zu drei Fensterachsen. Der in die Mittelachse der Straßenseite gesetzte Eingang wird von einer offenen Holzbogenkonstruktion mit flachem Walmdach geschützt. 